# صباح جابر المبارك الصباح
صباح جابر المبارك الصباح هو رجل أعمال وسياسي كويتي، يشتهر بكونه الابن الأكبر للشيخ جابر المبارك الصباح، رئيس مجلس الوزراء الأسبق لدولة الكويت. اكتسب اسمه شهرة على خلفية تورّطه في قضية غسل أموال معروفة إعلاميًّا بـ«الصندوق الماليزي».

## خلفيته العائلية
ينتمي صباح الصباح لأسرة الصباح الحاكمة، فهو الابن الأكبر للشيخ جابر المبارك الصباح، الذي شغل منصب رئيس مجلس الوزراء في الكويت فترات متعددة حتى عام 2019.

## التورّط في قضية "الصندوق الماليزي"
في يوليو 2020، أصدر النائب العام الكويتي قرارًا بالقبض على الشيخ صباح جابر المبارك الصباح وشريكه للتحقيق في قضية الصندوق السيادي الماليزي، المتعلّقة بعمليات غسل أموال ضخمة.
في مارس 2023، أصدرت محكمة الجنايات الكويتية حكمًا بحبسه مدة 10 سنوات مع إلزامه برد مليار دولار وتغريم مبلغ يتجاوز 145 مليون دينار، بالإضافة إلى الحكم بسجن شريكه ووافدين آخرين.
وفي يونيو 2024، أيدت محكمة التمييز الكويتية الحكم السابق، ليكون التفصيل الأحدث في القضية.